# Lent asfèrica

Una lent asfèrica biconvexa

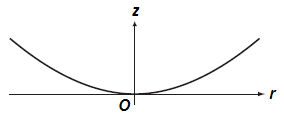
Curvatura

una lent asfèrica a l'entorn de l'òptica és una lent amb una forma similar a una porció d'esfera, encara que no sigui estrictament esfèrica. En el camp de l'optometria, les lents moderns són sovint asfèrica. De fet, la forma típica de les lents són esfèriques, que condueix a les aberracions òptiques. Alguns tractaments de miopia mitjançant cirurgia refractiva amb làser excimer utilitzant una geometria de model per a la superfície de la còrnia esfèrica.

## Equació d'una lent asfèrica
La fletxa {\displaystyle z} d'una lent asfèrica com una funció de la distància a l'eix òptic r depèn de dos paràmetres: el radi de curvatura R (o curvatura C = 1/ R) i la conicitat K.
{\displaystyle z(r)={\frac {1}{R}}\cdot {\frac {r^{2}}{1+{\sqrt {1-(1+K)\cdot {\frac {r^{2}}{R^{2}}}}}}}}
Depenent del valor de {\displaystyle K} conicitat, el perfil prendrà diferents formes:
| {\displaystyle K}      | Perfil                    |
| ---------------------- | ------------------------- |
| {\displaystyle K>0}    | El·líptic(eix major//Or)  |
| {\displaystyle K=0}    | Esfèric                   |
| {\displaystyle -1<K<0} | El·líptic (eix major//Oz) |
| {\displaystyle K=-1}   | Parabòlic                 |
| {\displaystyle K<-1}   | Hiperbòlic                |

## Objectiu asfèric
La generalització de les lents asfèriques ha incrementat dramàticament el rendiment d'objectiu barat, només una única lent modelada a imatge molt correcta, i en totes les longituds focals i en el segment superior fi, han ajudat a reduir dràsticament el nombre de lents, especialment en el cas d'un zoom, millorant a la vegada, un cop més significativament, el rendiment.